# Arcos de Valdevez

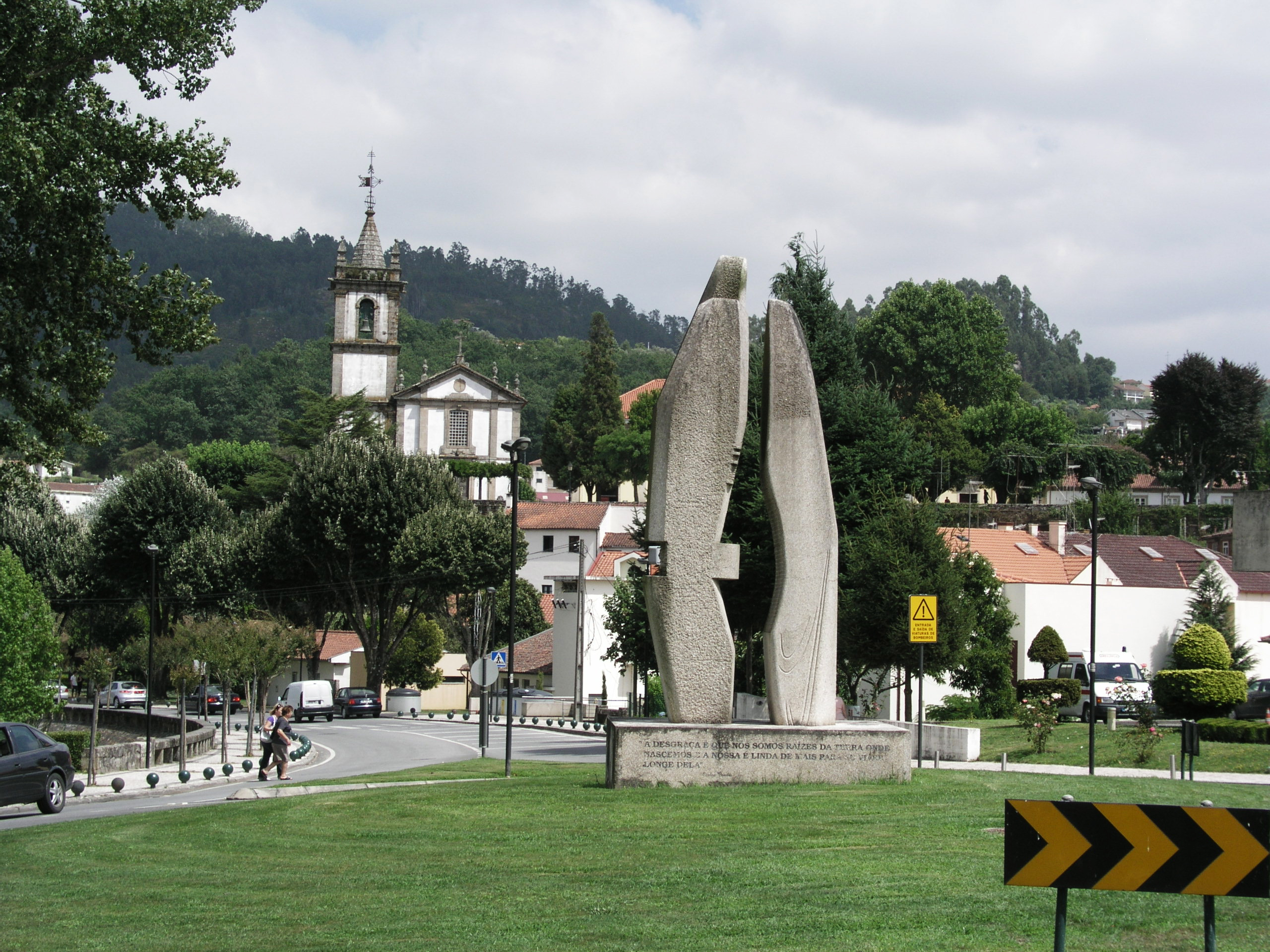
Infarten till Arcos de Valdevez

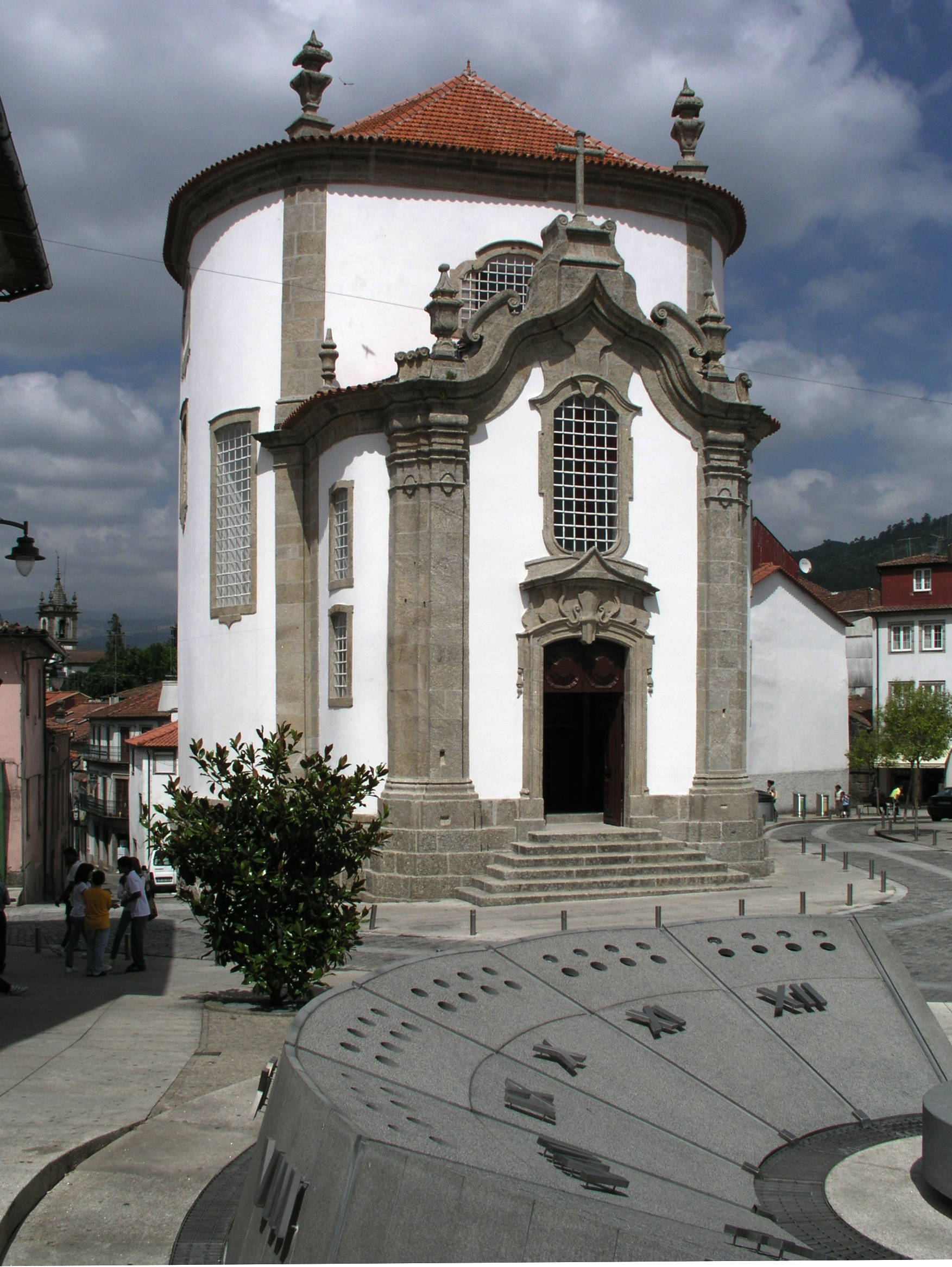
Igreja da Lapa (Lapa-kyrkan)

Arcos de Valdevez är en portugisisk stad/kommun i Viana do Castelo, i region Norr och underregionen Minho-Lima, med cirka 2 200 invånare. Staden grundades 1515.
Kommunen har en yta av 445 89 km² och 24 761 invånare (2001), och är indelad i 51 freguesias. Kommunen gränsar i norr till Monção, i nordöst till Melgaço, i öster till Spanien, i söder till Ponte da Barca, i sydväst och i väst till Ponte de Lima och i väster till Paredes de Coura.

## Befolkning
| Befolkningen i Arcos de Valdevez ("concelho") (1801 – 2004) | Befolkningen i Arcos de Valdevez ("concelho") (1801 – 2004) | Befolkningen i Arcos de Valdevez ("concelho") (1801 – 2004) | Befolkningen i Arcos de Valdevez ("concelho") (1801 – 2004) | Befolkningen i Arcos de Valdevez ("concelho") (1801 – 2004) | Befolkningen i Arcos de Valdevez ("concelho") (1801 – 2004) | Befolkningen i Arcos de Valdevez ("concelho") (1801 – 2004) | Befolkningen i Arcos de Valdevez ("concelho") (1801 – 2004) | Befolkningen i Arcos de Valdevez ("concelho") (1801 – 2004) |
| ----------------------------------------------------------- | ----------------------------------------------------------- | ----------------------------------------------------------- | ----------------------------------------------------------- | ----------------------------------------------------------- | ----------------------------------------------------------- | ----------------------------------------------------------- | ----------------------------------------------------------- | ----------------------------------------------------------- |
| 1801                                                        | 1849                                                        | 1900                                                        | 1930                                                        | 1960                                                        | 1981                                                        | 1991                                                        | 2001                                                        | 2004                                                        |
| 21435                                                       | 25824                                                       | 31968                                                       | 32163                                                       | 38739                                                       | 31156                                                       | 26976                                                       | 24761                                                       | 24635                                                       |

## Freguesías
Arcos de Valdevez indelas i följande freguesias:

- Aboim das Choças
- Aguiã
- Alvora e Loureda
- Arcos de Valdevez (Salvador), Vila Fonche e Parada
- Arcos de Valdevez (São Paio) e Giela
- Ázere
- Cabana Maior
- Cabreiro
- Cendufe
- Couto
- Eiras e Mei
- Gavieira
- Gondoriz
- Grade e Carralcova
- Guilhadeses e Santar
- Jolda (Madalena) e Rio Cabrão
- Jolda (São Paio)
- Miranda
- Monte Redondo
- Oliveira
- Paçô
- Padreiro (Salvador e Santa Cristina)
- Padroso
- Portela e Extremo
- Prozelo
- Rio de Moinhos
- Río Frío
- Sá
- Sabadim
- São Jorge e Ermelo
- Senharei
- Sistelo
- Soajo
- Souto e Tabaçô
- Távora (Santa Maria e São Vicente)
- Vale
- Vilela, São Cosme e São Damião e Sá

## Byggnader
- Igreja da Lapa (kyrka)
- Igreja Matriz ("Storkyrkan")
- Igreja do Espirito Santo ("Den helige andes kyrka")

## Källa och fotnoter
Den här artikeln är helt eller delvis baserad på material från spanskspråkiga Wikipedia, Arcos_de_Valdevez, 17 augusti 2008.
1. ↑  En portugisisk freguesia är en underindelning av kommunen, brukar beskrivas som en "civil församling".